# اسقف کاتولیک رومی ماکائو
اسقف کاتولیک روم ماکائو (پرتغالی: Diocese de Macau) یک اسقف نشین کلیسای کاتولیک است. قلمروی آن قسمت اعظم ماکائو را در بر می‌گیرد.